# Єгіндиагаш
Єгіндиага́ш (каз. Егіндіағаш) — село у складі Айиртауського району Північноказахстанської області Казахстану. Входить до складу Сиримбетського сільського округу, раніше перебувало у складі ліквідованої Даукаринської сільської ради.
Населення — 90 осіб (2021; 196 у 2009, 297 у 1999, 366 у 1989).
Національний склад станом на 1989 рік:
- казахи — 100 %.

У радянські часи село називалось Восточне.